# Confirmation
Confirmation (Confirmação, no Brasil) é um filme estadunidense de 2016, do gênero suspense policial, dirigido por Rick Famuyiwa e escrito por Susannah Grant. O filme trata da indicação de Clarence Thomas para a Suprema Corte e a controvérsia que se desenrolou quando Anita Hill alegou que foi assediada sexualmente por Thomas. É estrelado por Kerry Washington como Hill e Wendell Pierce como Clarence Thomas, com Erika Christensen, Jennifer Hudson, Greg Kinnear, Jeffrey Wright, Bill Irwin e Eric Stonestreet em papéis coadjuvantes. O filme foi ao ar na HBO em 16 de abril de 2016.